# Nagykecskés
Nagykecskés Balkány város része, Szabolcs-Szatmár-Bereg vármegyében, a Nagykállói járásban Nagykállótól  20 km.-re.

## Fekvése
Balkánytól 7 km.-re, Abapusztától 2 km.-re Szakolytól 5 km.-re és Szitástanyától 1 km.-re található.

## Története
Kecskés nevével először 1589-ben találkozhatunk a korabeli iratokban. Ekkor a szomszédos Szakoly falu birtokosa a Szakolyi család pereskedett a Guthy család tagjaival a Kecskés tisztája nevű határrész birtokjogáért. 1618-ban még az adózók között tartották számon: ekkor még egy és negyed porta után fizetett adót, de néhány évtized múltán már mint elnéptelenedett hely volt számontartva.
1720-ban a szomszédos Balkány lakói Szakoly lakosaival együtt területét részben szántóföldnek, részben legelőnek használták, a későbbiekben pedig már mint Balkány része, azzal együtt szerepelt. Az 1848-as jobbágyfelszabaduláskor már mint földesúri, majorság és puszta, birtokosai ekkor a Gencsy, a Jármy, a Guthy, a Jósa, és a Finta családok voltak.
A Balkány és Szakoly között fekvő település az 1900-as évek elején még Kecskéspusztaként volt ismert.  Akkori tulajdonosa Gencsy Margit (Horváth Mihályné) volt.
Az itt álló szép kastélyt még Gencsy Ferenc (1768-1851) tábornok építette a 17. században. Az épület ebédlőjét még az 1900-as évek elején is azok a festmények díszítették, melyeket a tábornok Lyon városátol kapott érdemei elismeréseként.

## Látnivalók

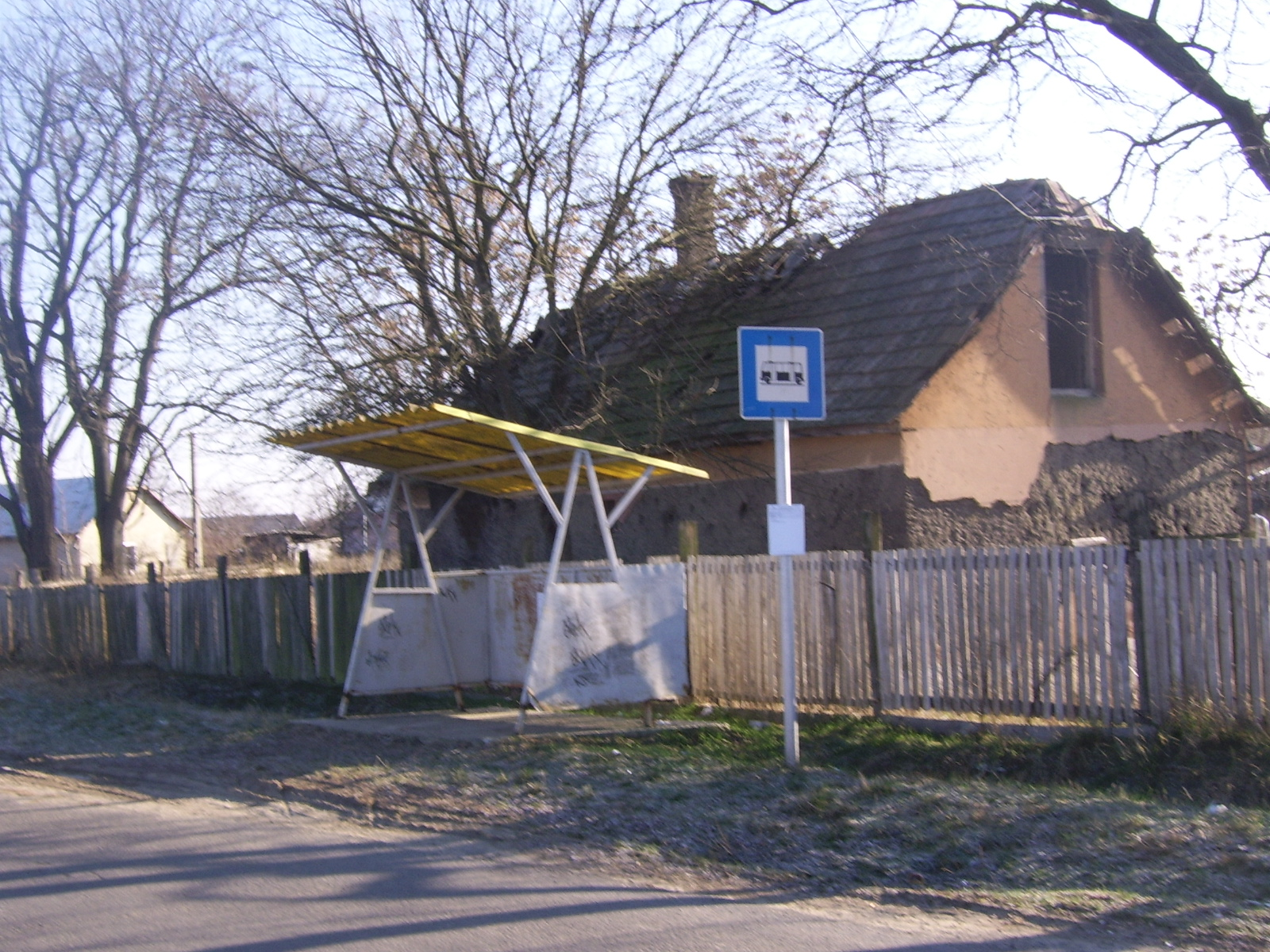
A 4102-es és a 49137-es út kereszteződésében található buszmegálló

## Külső hivatkozások
- Balkány Önkormányzatának honlapja